# Akranes
Akranes este un oraș aflat pe coasta vestică a Islandei, în golful Faxaflói al Oceanului Atlantic, la 20 km nord de capitala Reykjavík. Populație de aproximativ 6.600 locuitori (2011). Acesta este un oraș portuar, fiind al nouălea oraș ca mărime din țară. Prima așezare de pe locul de astăzi a fost fondată înca în  anul 880. Statut de oraș din 1942, se dezvoltă intens din anii 50, ai secolului XX, cînd a și fost construită o fabrică de ciment - unica din țară. De asemenea în oraș se află uzină de feroaliaj, hidrocentrală, șantier naval.

## Evoluția populației
Populația orașului Akranes în anii 2005 - 2013: 

## Orașe înfrățite

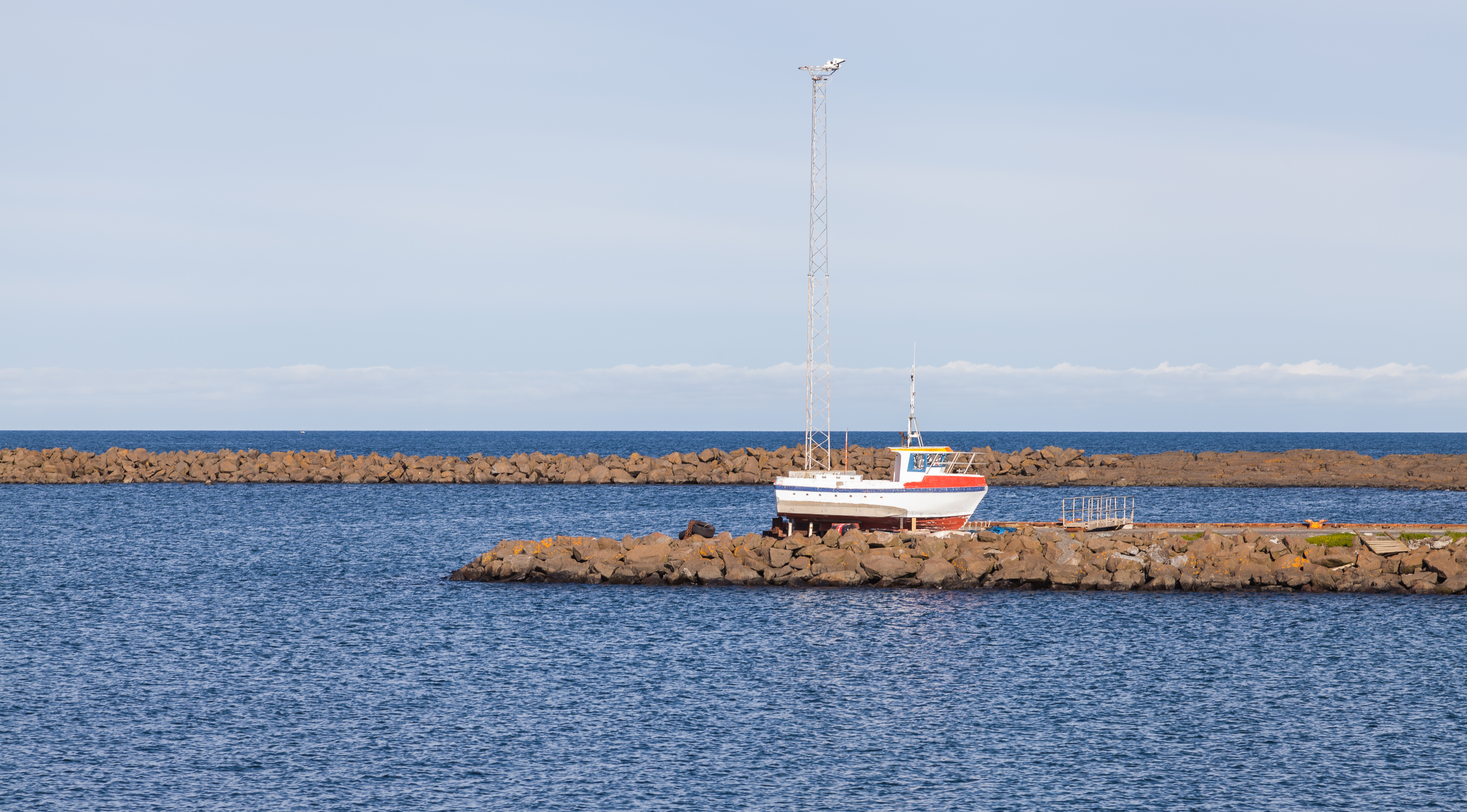
Portul de Akranes
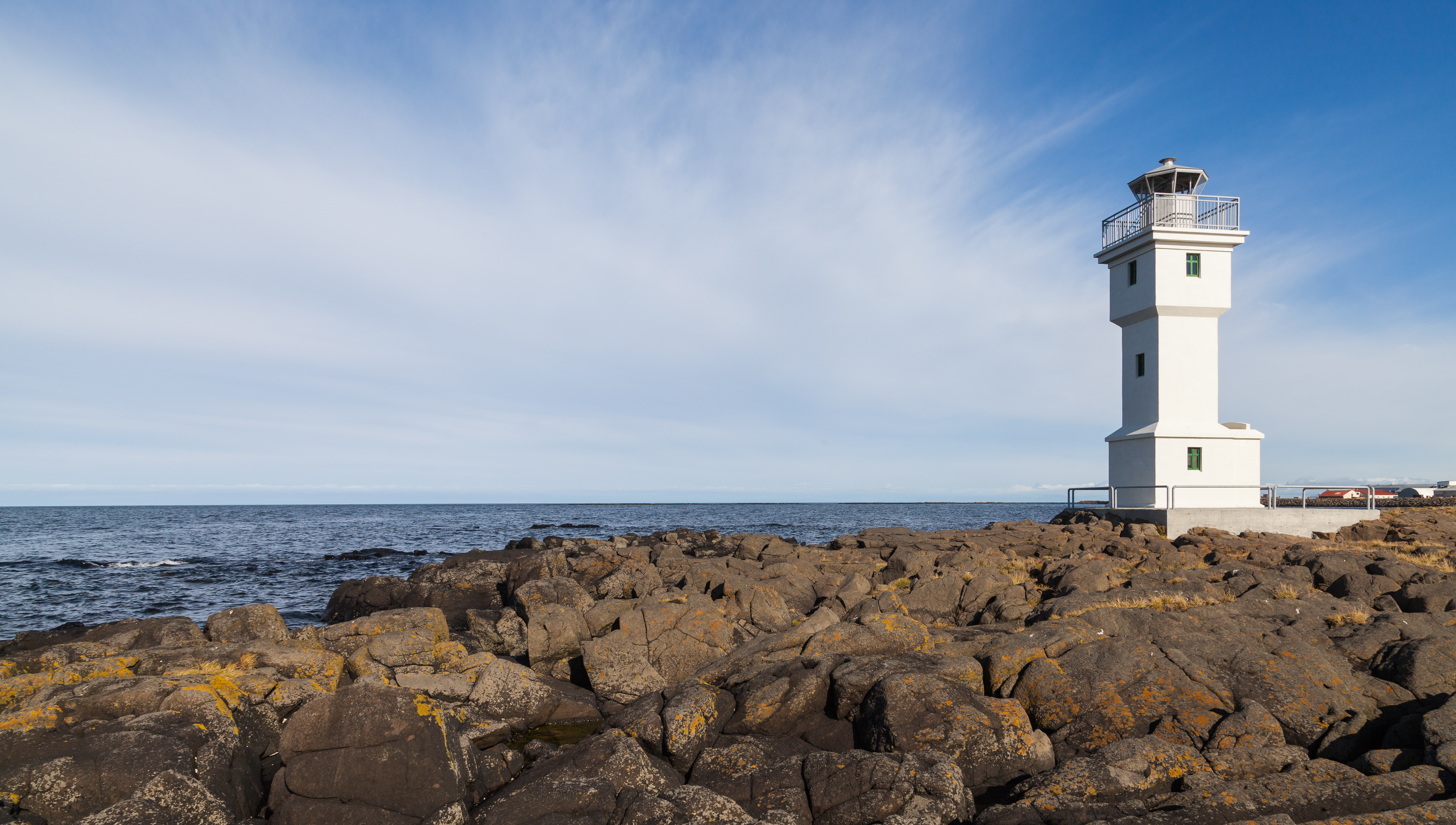
Far vechi în Akranes
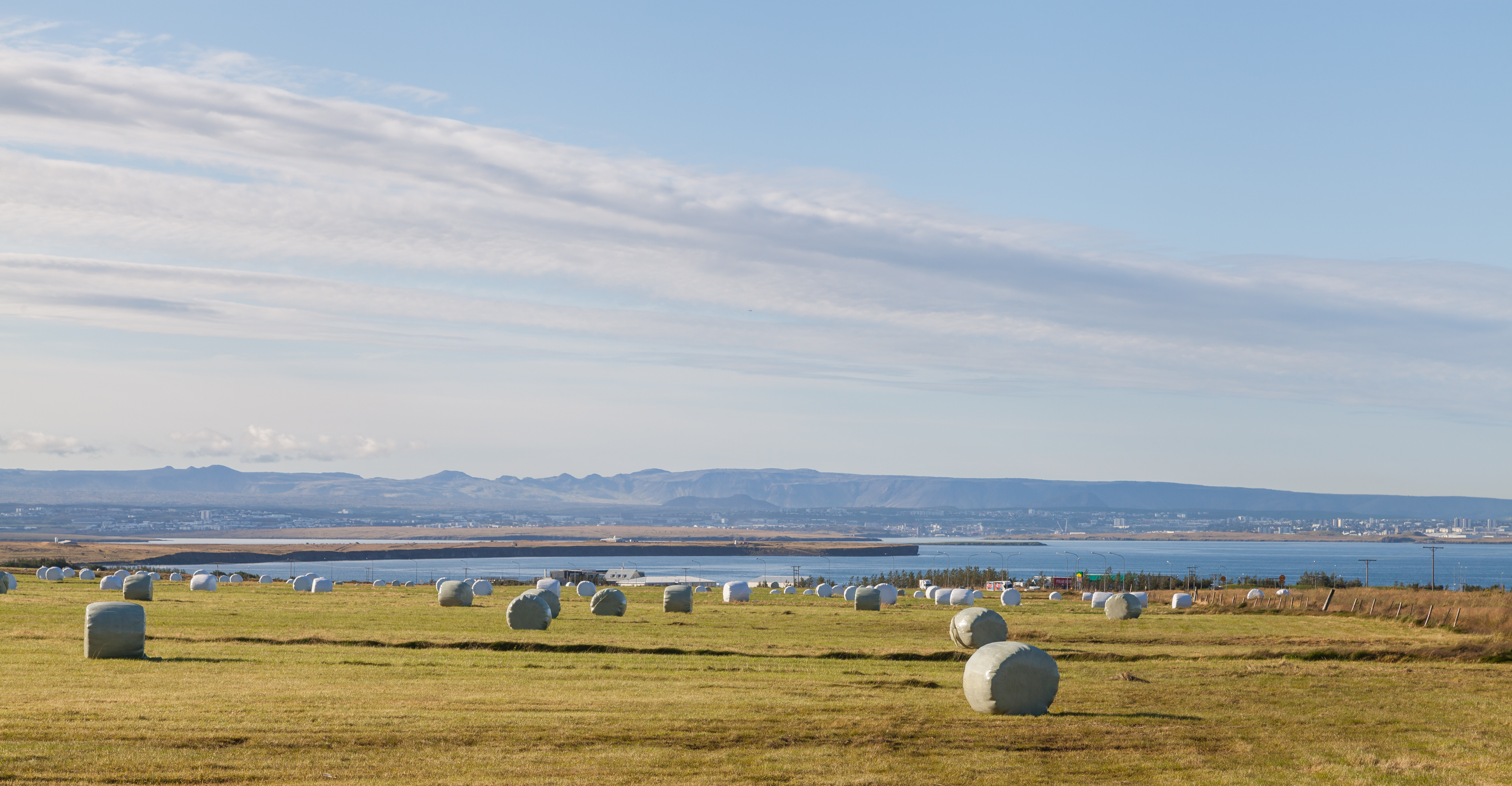
Baloturi de paie in apropiere de Akranes
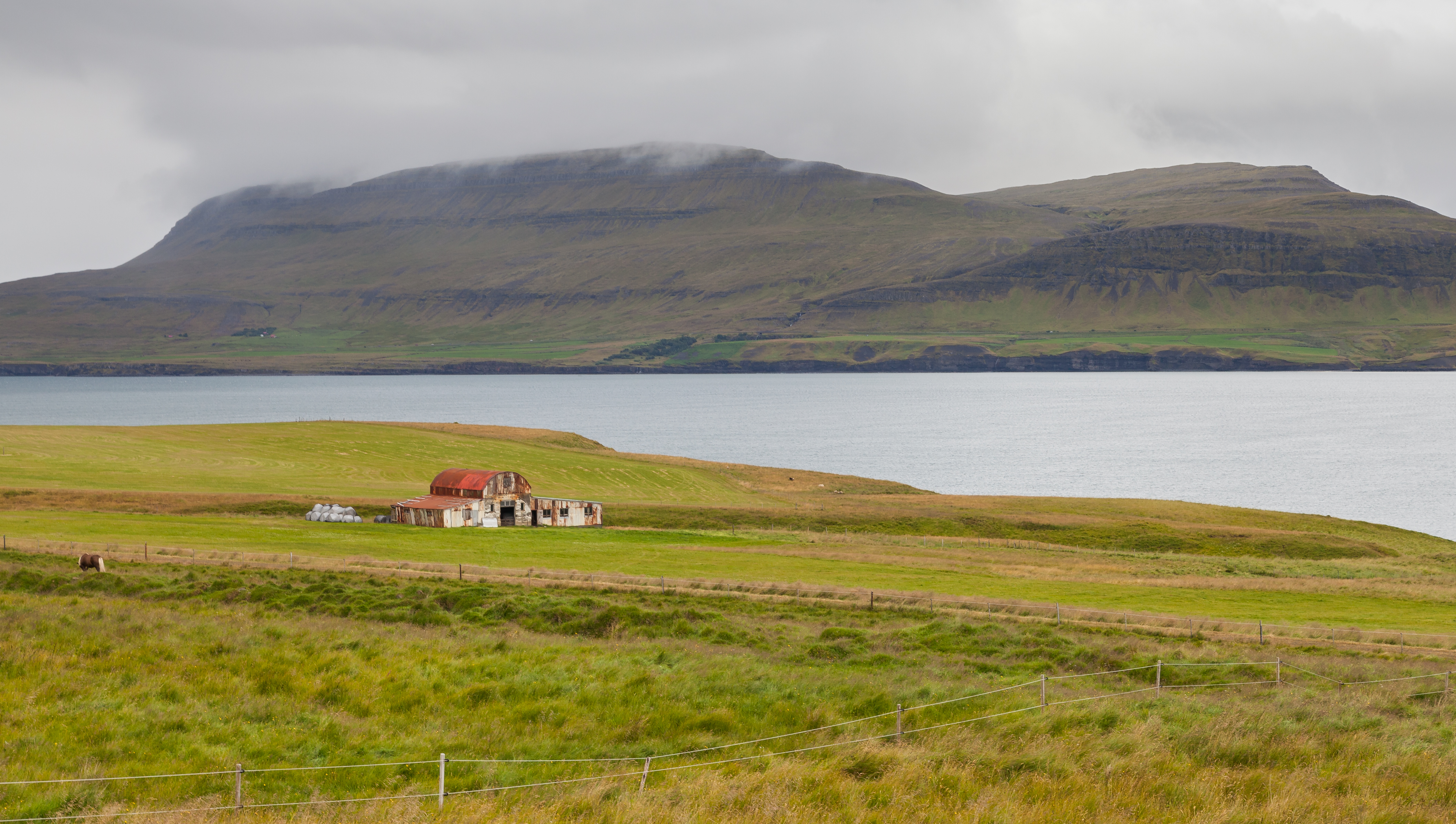
Fermă în apropiere Akranes

- Bamble, Norvegia
- Julianehåb, Groenlanda
- Närpes, Finlanda
- Sørvágur, Insulele Feroe
- Tønder, Danemarca
- Västervik, Suedia